# Thành tích giáo dục
Thành tích giáo dục, bao gồm thành tích thi đua (đối với giáo viên hoặc nhà trường) và kết quả học tập (đối với học sinh - sinh viên), là việc đánh giá các em học sinh, sinh viên cũng như các thầy cô giáo, cán bộ nhà trường đã đạt được các mục tiêu giáo dục ngắn hạn hay dài hạn hay chưa. Việc hoàn thành các bậc đào tạo như bằng tốt nghiệp THCS, bằng tốt nghiệp THPT và bằng cử nhân Đại học đại diện cho kết quả học tập của bản thân.
Kết quả học tập của HS-SV cũng như thành tích thi đua khen thưởng của thầy cô và nhà trường thường được đánh giá qua các bài kiểm tra cuối kỳ, bài thi hoặc các đợt đánh giá liên tục (VD như bài kiểm tra 1 tiết, kiểm tra giữa kỳ...) nhưng không hề có một quy ước chung về việc đánh giá như thế nào là tốt nhất, hoặc mặt nào là quan trọng nhất—kiến thức thực hành như các kỹ năng hay kiến thức điểm số như các sự thật. Thêm vào đó, có những kết quả không thể xác định mà các yếu tố cá nhân dự báo thành công về kết quả học tập, các nhân tố ví dụ như lo lắng về bài kiểm tra, yếu tố môi trường, động lực học tập và yếu tố cảm xúc thì cần đến sự cân nhắc khi phát triển các mô hình thành tích giáo dục. Ngày nay, nhà trường đang thu lợi về tài chính dựa trên thành tích học tập của học sinh. Một ngôi trường có càng nhiều thành tích giáo dục sẽ bội thu về tài chính hơn là trường nào có ít thành tích hơn.